# Dikasterij za zadeve svetnikov
Dikasterij za zadeve svetnikov, s prejšnjim imenom Kongregacija za zadeve svetnikov (latinsko Congregatio de Causis Sanctorum) je dikasterij Rimske kurije, ki nadzira celoten proces razglašanja novih svetnikov; tako vodi tudi kanonizacijo in beatifikacijo. Vse zaključene procese nato predložijo papežu, ki se zatem odloči, ali bo ali ne bo razglasil svetnika oziroma blaženega.
Sam dikasterij izvira iz Svete kongregacije za zakramente, ki jo je ustanovil papež Sikst V. 22. januarja 1588 s papeško bulo Immensa Aeterni Dei. Papež Pavel VI. je 8. maja 1969 izdal apostolsko konstistucijo Sacra Rituum Congregatio, ki je razdelila nekdanjo kongregacijo na dve novi – Kongregacijo za nauk vere in Kongregacijo za zadeve svetnikov.

## Prefekti
- Paolo Bertoli (1969–1973)
- Luigi Raimondi (1973–1975)
- Corrado Bafile (1976–1980)
- Pietro Palazzini (1980–1988)
- Angelo Felici (1988–1995)
- Alberto Bovone (proprefekt 1995–1998, prefekt 1998)
- José Saraiva Martins (1998–2008)
- Angelo Amato (2008–2018)
- Giovanni Angelo Becciu (2018––2020)
- Marcello Semeraro (2020–)

## Ukinitev
Kongregacija je bila ukinjena z apostolsko konstitucijo papeža Frančiška Praedicate Evangelium, objavljeno 19. marca 2022. Ta je stopila v veljavo 5. junija 2022, na binkošti, ter je nadomestila apostolsko konstitucijo Pastor Bonus iz leta 1988.